# Porzellanwelten Leuchtenburg

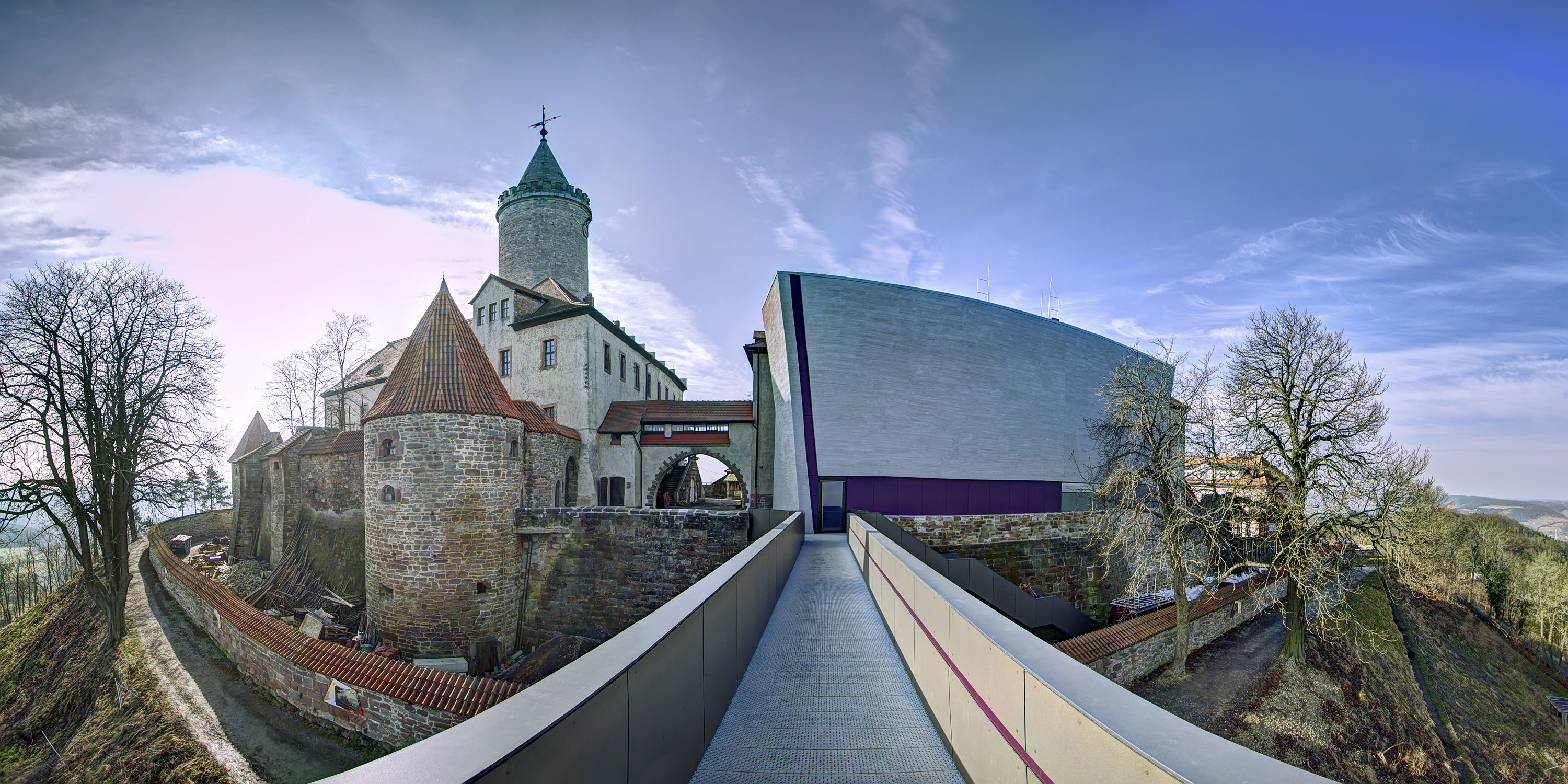
Blick vom Steg der Wünsche auf die Leuchtenburg

Die Porzellanwelten Leuchtenburg sind Teil des Ausstellungskonzeptes der Leuchtenburg (in Seitenroda, Deutschland). Die Ausstellung widmet sich der Geschichte des Porzellans und zeigt diese in künstlerisch inszenierten Welten.

## Konzept

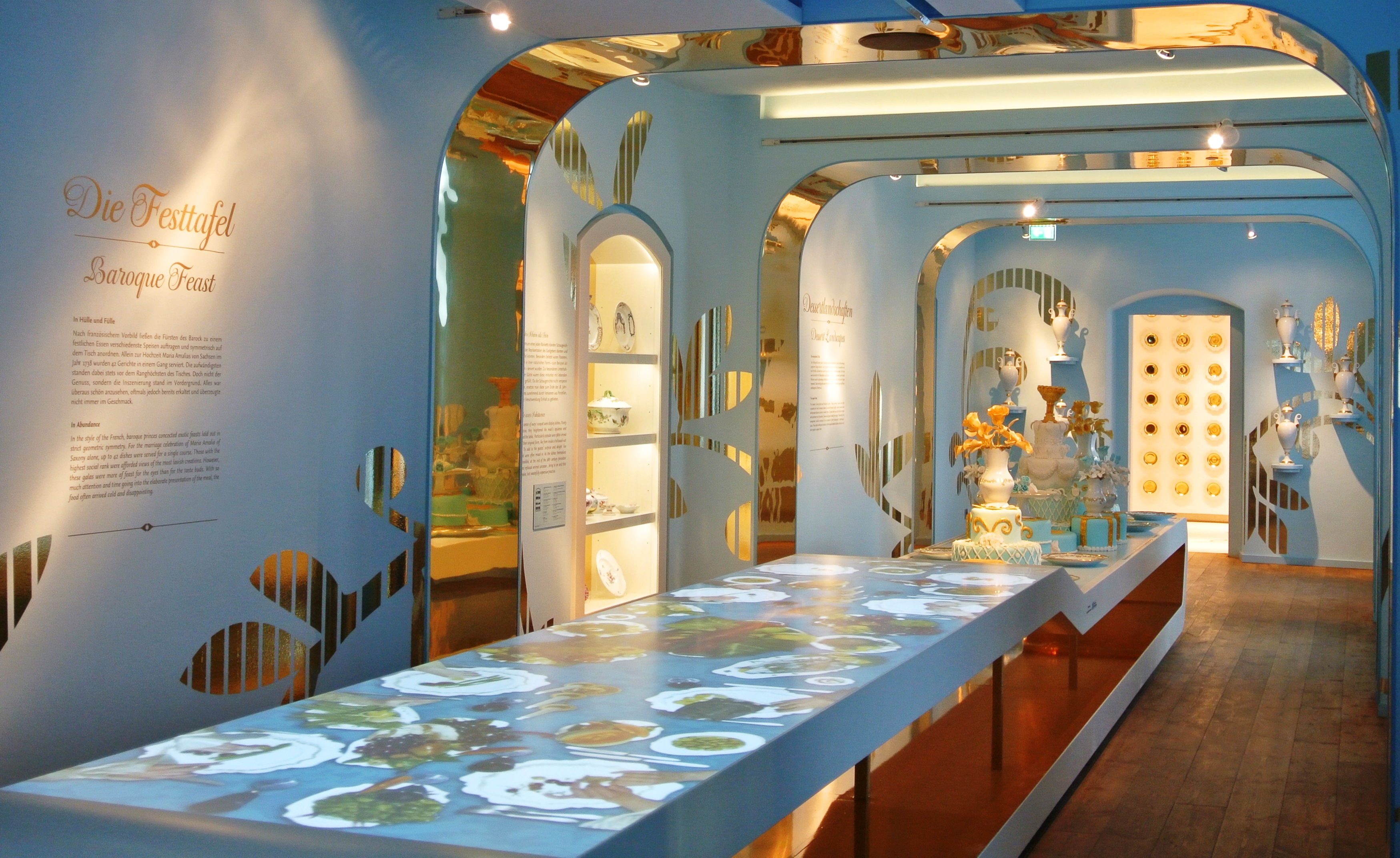
Blick in die Ausstellung

Konzipiert wurde die Dauerausstellung im Auftrag der Stiftung Leuchtenburg im Rahmen der Neuausrichtung der Burganlage mit der Gründung der Stiftung im Jahr 2007. Das neue Konzept knüpft an die musealen Traditionen vor Ort an: Schon in den 1980er Jahren stellte das Kreisheimatmuseum Leuchtenburg seine Sammlung Altthüringer Porzellane in der Burganlage aus. Darüber hinaus begründete sich die Entscheidung für das Porzellan mit der geografischen Nähe der Burganlage zu Thüringer Porzellanstandorten und ihrer Lage an der Thüringer Porzellanstraße. Somit verbindet die Konzeption der Porzellanwelten die Geschichte des Werkstoffs mit dessen Bedeutung für den Standort Thüringen in Vergangenheit und Gegenwart.
Inhaltlich spannt die Ausstellung den Bogen vom Ursprungsland China hin zu den Hochleistungskeramiken des 21. Jahrhunderts. Erklärtes Ziel der Ausstellung ist es, den Besuchern das ihnen vertraute Material, das sie in ihrem Alltag begleitet, bewusst zu machen und sie dazu anzuregen dieses neu wahrzunehmen. Die Ausstellung versteht sich als Zeitreise durch die Geschichte des Porzellans, erzählt in den Welten Das Fremde, Das Rätsel, Das Kostbare und Das Alltägliche, denen der Auftakt Der Prolog vorangestellt ist. Konzeptionell zur Seite steht dieser Zeitreise das Archiv der Wünsche und ein 20 Meter langer Skywalk, der Steg der Wünsche. Die Besucher beschriften einen Porzellanteller mit einem Wunsch und lassen ihn am Ende des Stegs im Saaletal zerschellen.
Für die Ausstellung wurden zwei Rekorde in Porzellan geschaffen: das größte und das kleinste Porzellanobjekt. So steht der nur wenigen Millimeter großen Teekanne ARURA die – mit acht Metern – größte Vase der Welt des Künstlers Alim Pasht-Han gegenüber.

## Gebäude
Das zur Burganlage gehörende Logierhaus aus dem 18. Jahrhundert – später als Jugendherberge genutzt – wurde für die Porzellanwelten Leuchtenburg saniert und um einen Anbau mit Skywalk erweitert. Die gestalterische Umsetzung des Ausstellungskonzeptes erfolgte durch die Agenturen TRIAD, KOCMOC.NET und Nau2. Baustart war am 28. März 2011; die Eröffnung der Ausstellung erfolgte in zwei Teilen am 3. April 2014 und 20. März 2015.
Finanziert wurde das Projekt Porzellanwelten Leuchtenburg aus Mitteln der Gemeinschaftsaufgabe „Verbesserung der regionalen Wirtschaftsstruktur“ (GRW) des Thüringer Ministeriums für Wirtschaft, Wissenschaft und Digitale Gesellschaft in Höhe von rund 7 Millionen Euro im Jahr 2009 und 1,1 Millionen im Jahr 2014 sowie Eigenmitteln der Stiftung Leuchtenburg.

## Auszeichnungen
Das Konzept war im Jahr 2016 für den Europäischen Museumspreis nominiert. Im Jahr 2014 wurde die Konzeption mit dem Thüringer Tourismuspreis ausgezeichnet. 2019 folgte die Preisvergabe mit dem Chinese Tourists Welcome Award in Shanghai und 2021 die deutschlandweite Auszeichnung „Das beste Heimatmuseum“, ausgelobt von der Stiftung Lebendige Stadt, Hamburg.

## Erwähnenswertes
Der Vorsitzende des Stiftungskuratoriums der Stiftung Leuchtenburg, Wolfgang Fiedler, wurde für sein Engagement für die Burg und deren Neubelebung mit den Porzellanwelten am 15. März 2022 mit dem Bundesverdienstkreuz am Bande ausgezeichnet.